# La Specola (Bologna)

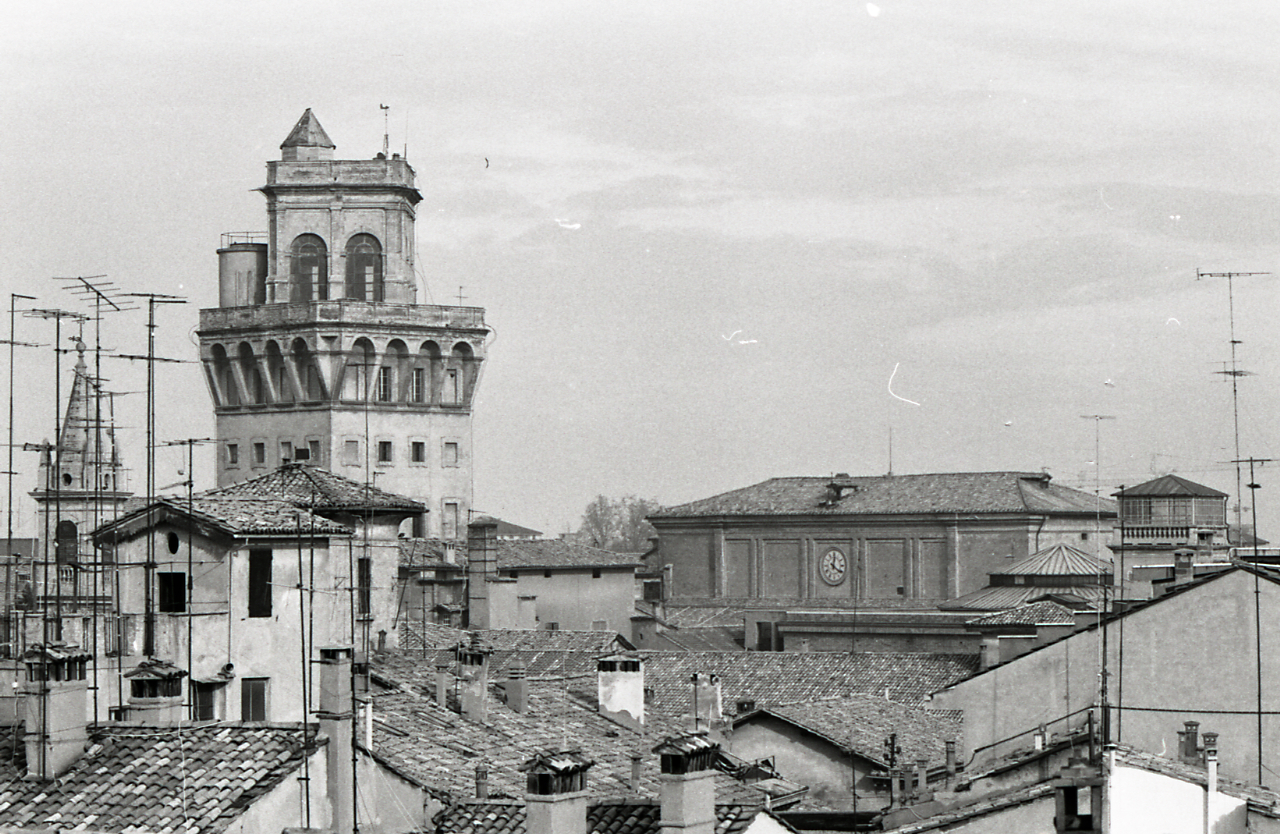
La Specola (fotografiert von Paolo Monti)

La Specola ist der historische Name der ersten Universitätssternwarte Italiens in Bologna. Sie wurde ab 1712 als Beobachtungsturm an den Palazzo Poggi angebaut, wo gleichzeitig die neugegründete Accademia delle Scienze dell’Istituto di Bologna ihren Sitz hatte. Heute dient die historische Sternwarte als Museum für astronomische und physikalische Instrumente.

## Vorgeschichte
Als Kopernikus 1497 sein Studium an der Universität Bologna begann, hatte diese noch keine eigene Sternwarte. Zwar erwähnte Kopernikus in seinem späteren Hauptwerk De revolutionibus.. zwei gemeinsame Mondbeobachtungen mit dem erfahrenen Astronomen Dominicus Maria Novara, doch dürfte der Ort der Messungen nur eine Terrasse gewesen sein. Ebenso war es, als Giovanni Domenico Cassini 1650 den Ruf nach Bologna annahm. Für seine Sonnenbeobachtungen zur Zeitbestimmung und Ermittlung der genauen Ekliptikschiefe richtete er in der Basilika San Petronio seinen berühmten 66,7 m langen, bis heute bestehenden Meridian ein. Erst 1665 konnte er mit einem langbrennweitigen  Fernrohr die Bahnen der Jupitermonde bestimmen, die u. a. Christiaan Huygens die Bestimmung der Lichtgeschwindigkeit ermöglichten.
1669 wurde Cassini nach Paris abgeworben, um das neue Königliche Observatorium zu leiten. Dadurch verlor die Astronomie in Bologna an Bedeutung – bis zur Initiative eines Mäzen, des Grafen Luigi Ferdinando Marsili (1658–1730). Er stellte seine Instrumente interessierten jungen Forschern zur Verfügung und ließ am Palast ein Observatorium errichten, die Specola Marsiliana, wo bis 1709 beobachtet wurde.
Am Turm des Observatoriums wurde auf Veranlassung der Physikerin und Professorin der Universität Bologna, Laura Bassi, der erste Blitzableiter in Europa installiert.

## Gründung und erste Erfolge
Als Marsili seine Station nach verschiedenen Querelen verlegen wollte, bot ihm der Senat Bolognas die Errichtung eines Sternwarteturms mit Labor, Bibliothek und die Übernahme einiger Professoren-Gehälter an. 1712 wurde unter Beteiligung des Papstes Clemens XI. der Vertrag  zur Gründung der wissenschaftlichen Akademie Istituto delle Scienze di Bologna am Palazzo Poggi unterzeichnet. Der Turm wurde vom Architekten Giuseppe Torri 1713 begonnen, wegen dessen Tod aber erst 1726 vollendet. Die Fachplanung wie auch die spätere Leitung übertrug er Eustachio Manfredi (1674–1739), der schon die Specola Marsiliana als Observator betreut hatte.
Instrumentell war die Sternwarte von Anfang an gut ausgestattet. Das Hauptinstrument war – wie damals üblich – ein großer Mauerquadrant. Mit ihm ließ sich die geografische Breite der Beobachtungsstation auf bisher nie erreichte 0,8" genau bestimmen. Manfredi versuchte auch, zum Nachweis von Kopernikus' Weltsystem die Parallaxen zweier heller Sterne zu messen, doch waren sie viel kleiner (d. h. ihre Entfernungen viel größer) als erwartet. Im Zuge dessen konnte er jedoch die von James Bradley gefundene, 20" ausmachende jährliche Aberration einiger Sterne bestätigen. Sein Nachfolger Zanotti wiederum führte mit englischen Präzisionsinstrumenten von Jonathan Sisson, insbesondere dem großen Mauerquadranten, die Messungen für seinen Sternkatalog von 1750 erfolgreich durch.